# 815-й дальнебомбардировочный авиационный полк
815-й дальнебомбардировочный авиационный Нарвский ордена Суворова полк — авиационная воинская часть ВВС РККА бомбардировочной авиации в Великой Отечественной войне.

## Наименование полка
В различные годы своего существования полк имел наименования:
- 83-й дальнебомбардировочный авиационный полк (1938 г.);
- 83-й «А» дальнебомбардировочный авиационный полк (22.06.1941 г.);
- 452-й дальнебомбардировочный авиационный полк (13.08.1941 г.);
- 815-й дальнебомбардировочный авиационный полк (06.03.1942 г.);
- 815-й дальнебомбардировочный авиационный Нарвский полк (06.03.1942 г.);
- 815-й дальнебомбардировочный авиационный Нарвский ордена Суворова полк (06.03.1942 г.).

## История и боевой путь полка

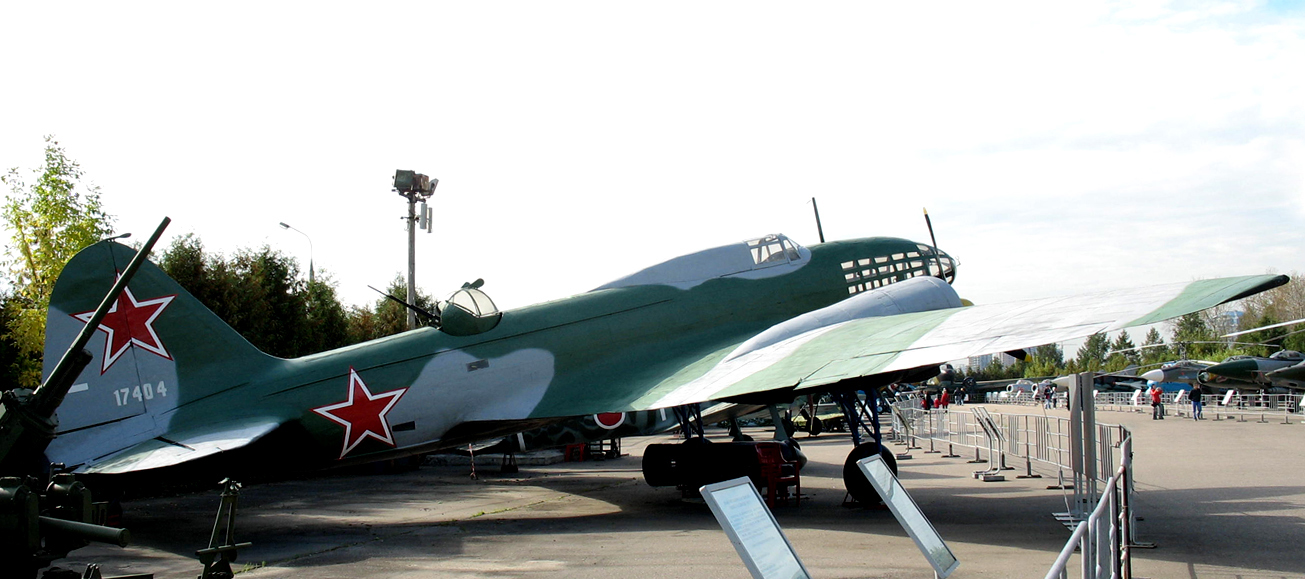
Самолет Ил-4 (ДБ-3) стоял на вооружении полка. На снимке экземпляр самолёта Ил-4, совершивший вынужденную посадку в районе села Муравейка Анучинского района Приморского края. Самолёт найден группой военно-спортивного клуба «Поиск». Восстановлен авиационно-реставрационной группой под руководством О. Ю. Лейко. Передан Центральному музею ВОВ (Москва) в августе 2004 года.

После переформирования полка с 22 марта 1942 года полк вошел в состав 1-й ударной авиагруппы и принял участие в Любанской наступательной операции. Полк выполнял задачи в интересах фронта, а также занимался переброской грузов за линию фронта для частей и соединений, оказавшимся в окружении, и партизанским отрядам.
После переформирования 1-й ударной авиационной группы в 280-ю бомбардировочную авиадивизию полк вместе с дивизией в составе 14-й воздушной армии Волховского фронта с августа 1942 года участвует в Синявинской операции. За период боевых действий на Волховском фронте с августа 1942 года по июль 1943 года дивизия уничтожила 89 самолётов противника на его аэродромах и 152 самолёта в воздушных боях.
В январе 1943 года полк участвовал в прорыве блокады Ленинграда, а в конце февраля полк вошел в состав 304-й бомбардировочной авиадивизии Резерва Верховного Главнокомандования и наносил удары по танковым группировкам и резервам противника на белгородском и курском направлениях в полосе Воронежского и Степного фронтов в преддверии Курской битвы.
С 1 июня 1943 года полк вошел в 113-ю бомбардировочную авиационную дивизию 15-й воздушной армии Брянского фронта. Наиболее насыщенные боевые вылеты полка на Брянском фронте происходили в начале июля и в августе 1943 года. Базируясь на аэродромах под Тулой, на аэродроме Мясново, Пешково Знаменского района и посёлок Немецкий Орловской области, полк за 12 и 13 июля потерял 19 человек летного состава, а в августе уже 45 человек. После войны поисковые отряды неоднократно находили в лесах Дятьковского района сбитые Ил-4, последний раз остатки бомбардировщика нашли в декабре 2007 года.
В ноябре 1944 года полк начал переучивание на новый самолёт Ту-2С. В марте 1945 года полк вместе с дивизией был переброшен из-под Москвы в Познань для участия в Берлинской операции. С 23 марта 1945 года полк приступил к боевым действиям в составе 113-й авиационной Ленинградской Краснознамённой дивизии дальнего действия 16-й воздушной армии 1-го Белорусского фронта. За период Берлинской операции полк выполнил 125 боевых вылетов.
После капитуляции Германии полк в составе дивизии всего за трое суток совершил перелёт с восемью промежуточными посадками длиной 10000 км в Монголию и вошли в состав 6-го бомбардировочного авиационного корпуса 12-й воздушной армии Забайкальского фронта. С 19 июля полк в составе дивизии базировался на аэродроме Семеновка в составе 26 экипажей Ту-2С. 20 июля дивизия вошла в состав 7-го бомбардировочного авиационного корпуса 12-й воздушной армии Забайкальского фронта.
Полк активно действовал против японских войск в Хингано-Мукденой операции с 9 августа 1945 года по 2 сентября 1945 года в составе 7-го бомбардировочного авиационного корпуса 12-й воздушной армии Забайкальского фронта. Боевой состав полка в Советско-японской войне насчитывал 26 подготовленных экипажей и 26 самолётов Ту-2. Базировался на аэродроме Семёновка.
За период боевых действий в Советско-японской войне дивизия выполнила 139 боевых вылетов с налетом 456 часов, сбросила 1111 бомб общим весом 171000 кг. За боевые заслуги в Советско-японской войне полк в составе дивизии получил Благодарность Верховного Главнокомандующего.
В составе действующей армии полк находился с 22 марта 1942 года по 26 февраля 1943 года, с 1 июня 1943 года по 14 ноября 1944 года, с 23 марта по 9 мая и с 9 августа по 3 сентября 1945 года.
После окончания Советско-японской войны полк вместе с дивизией базировался на территории Китая в составе 7-го бомбардировочного авиационного Хинганского корпуса, обеспечивая безопасность воздушных границ Дальнего Востока. Полк располагался в городе Далянь в районе нынешнего аэродрома Чжоушуйцзы.
В феврале 1949 года дивизия переименована и стала именоваться 228-я бомбардировочная авиационная дивизия. К июлю 1957 года полк вместе с дивизией перебазировались в состав ВВС Забайкальского военного округа. В конце 1958 года полк расформирован.

## Командир полка
- подполковник Набоков Семен Константинович[1], 06.03.1942 — 09.1942
- майор, подполковник Шапоров Дмитрий Васильевич, 09.1942 — 21.07.1944
- майор Упатов Павел Петрович, 21.07.1944 — 08.1944
- майор, подполковник Семенов Виктор Иванович, 08.1944 -

## В составе объединений
| Дата          | Фронт (округ)                                   | Армия                                                                   | Дивизия                                    | Примечания |
| ------------- | ----------------------------------------------- | ----------------------------------------------------------------------- | ------------------------------------------ | ---------- |
| 17.03.1942 г. | Ставка ВГК                                      | Волховский фронт                                                        | 1-я ударная авиационная группа             |            |
| 12.08.1942 г. | Волховский фронт                                | ВВС Волховского фронта                                                  | 280-я бомбардировочная авиационная дивизия |            |
| 15.08.1942 г. | Волховский фронт                                | 14-я воздушная армия                                                    | 280-я бомбардировочная авиационная дивизия |            |
| 26.02.1943 г. | Резерв Ставки ВГК                               |                                                                         | 304-я бомбардировочная авиационная дивизия |            |
| 01.06.1943 г. | Воронежский фронт                               | 2-я воздушная армия 5-й смешанный авиационный корпус                    | 304-я бомбардировочная авиационная дивизия |            |
| 26.06.1943 г. | Брянский фронт                                  | 15-я воздушная армия                                                    | 113-я бомбардировочная авиационная дивизия |            |
| 01.11.1943 г. | Западный фронт                                  | 1-я воздушная армия                                                     | 113-я бомбардировочная авиационная дивизия |            |
| 01.12.1943 г. | Западный фронт                                  | 1-я воздушная армия 1-й гвардейский бомбардировочный авиационный корпус | 113-я бомбардировочная авиационная дивизия |            |
| 26.12.1943 г. | Западный фронт                                  | 1-я воздушная армия                                                     | 113-я бомбардировочная авиационная дивизия |            |
| 24.04.1944 г. | 3-й Белорусский фронт                           | 1-я воздушная армия                                                     | 113-я бомбардировочная авиационная дивизия |            |
| 01.06.1944 г. | Ленинградский фронт                             | 13-я воздушная армия                                                    | 113-я бомбардировочная авиационная дивизия |            |
| 01.09.1944 г. | Карельский фронт                                | 7-я воздушная армия                                                     | 113-я бомбардировочная авиационная дивизия |            |
| 15.11.1944 г. | Резерв Ставки ВГК                               | 7-я воздушная армия                                                     | 113-я бомбардировочная авиационная дивизия |            |
| 01.01.1945 г. | Московский военный округ                        | ВВС Московского военного округа                                         | 113-я бомбардировочная авиационная дивизия |            |
| 25.03.1945 г. | 1-й Белорусский фронт                           | 16-я воздушная армия                                                    | 113-я бомбардировочная авиационная дивизия |            |
| 10.04.1945 г. | 1-й Белорусский фронт                           | 16-я воздушная армия 6-й бомбардировочный авиационный корпус            | 113-я бомбардировочная авиационная дивизия |            |
| 10.06.1945 г. | Группа советских оккупационных войск в Германии | 16-я воздушная армия 6-й бомбардировочный авиационный корпус            | 113-я бомбардировочная авиационная дивизия |            |
| 25.06.1945 г. | Забайкальский фронт                             | 12-я воздушная армия 6-й бомбардировочный авиационный корпус            | 113-я бомбардировочная авиационная дивизия |            |
| 20.08.1945 г. | Забайкальский фронт                             | 12-я воздушная армия 7-й бомбардировочный авиационный корпус            | 113-я бомбардировочная авиационная дивизия |            |
| 01.10.1945 г. | Приморский военный округ                        | 9-я воздушная армия 7-й бомбардировочный авиационный корпус             | 113-я бомбардировочная авиационная дивизия |            |
| 20.02.1949 г. | Приморский военный округ                        | 54-я воздушная армия 83-й смешанный авиационный корпус                  | 228-я бомбардировочная авиационная дивизия |            |
| 01.06.1953 г. | Дальневосточный военный округ                   | 54-я воздушная армия 83-й смешанный авиационный корпус                  | 228-я бомбардировочная авиационная дивизия |            |
| 01.07.1957 г. | Забайкальский военный округ                     | 45-я воздушная армия                                                    | 228-я бомбардировочная авиационная дивизия |            |

## Участие в операциях и битвах
- Битва за Ленинград:

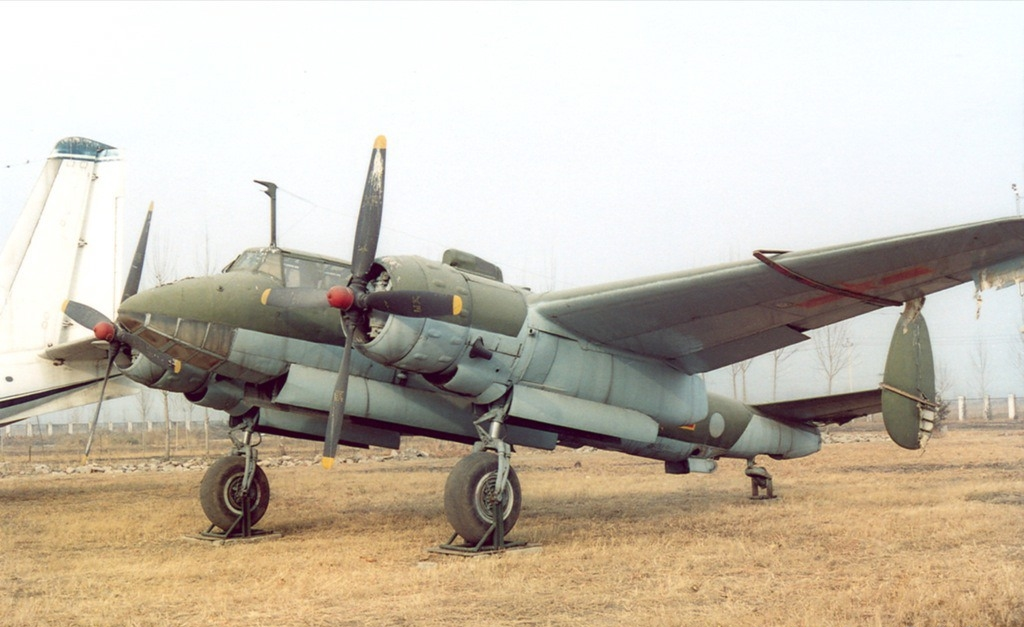
Самолет Ту-2С полк получил в конце 1944 года. На нем полк бомбил Берлин и воевал в с японцами в августе 1945 года.

  - Любанская наступательная операция — с 17 марта 1942 года по 30 апреля 1942 года.
  - Синявинская операция (1942) — с 19 августа 1942 года по 10 октября 1942 года.
  - Прорыв блокады Ленинграда — с 12 января 1943 года по 30 января 1943 года.
- Курская битва:
  - Орловская наступательная операция[5] — с 12 июля 1943 года по 18 августа 1943 года.
- Битва за Ленинград:
  - Ленинградско-Новгородская операция[5] — с 14 января по 1 марта 1944 года.
- Выборгско-Петрозаводская операция:
  - Выборгская наступательная операция — с 10 июня 1944 года по 20 июня 1944 года.
  - Свирско-Петрозаводская операция — с 21 июня 1944 года по 9 августа 1944 года.
- Нарвская наступательная операция — с 24 июля 1944 года по 30 июля 1944 года.
- Петсамо-Киркенесская операция[5] — с 7 октября 1944 года по 29 октября 1944 года.
- Берлинская наступательная операция[5] — с 16 апреля по 8 мая 1945 года.
- Маньчжурская стратегическая наступательная операция[5]:
  - Хингано-Мукденская операция с 9 августа 1945 года по 2 сентября 1945 года.

## Почётные наименования
- 815-й бомбардировочный авиационный полк за отличие в боях при овладении штурмом городом и крепостью Нарва — важным укрепленным районом обороны немцев, прикрывающим пути в Эстонию, Приказом НКО на основании Приказа ВГК № 149 от 26 июля 1944 года удостоен почётного наименования «Нарвский»[6].

## Награды
- 815-й дальний бомбардировочный авиационный Нарвский полк за образцовое выполнение заданий командования в боях с немецкими захватчиками при овладении столицей Германии городом Берлин и проявленные при этом доблесть и мужество награждён орденом «Суворова III степени»[7].

## Благодарности Верховного Главнокомандующего
Воинам полка в составе 134-й бомбардировочной авиадивизии объявлены благодарности Верховного Главнокомандующего:
- За отличия в боях при прорыве обороны противника на Карельском перешейке севернее города Ленинград и овладение городом и крупной железнодорожной станцией Териоки, важным опорным пунктом обороны противника Яппиля и занятии свыше 80 других населенных пунктов[8].
- За овладение всей Маньчжурией, Южным Сахалином и островами Сюмусю и Парамушир из группы Курильских островов, главным городом Маньчжурии Чанчунь и городами Мукден, Цицикар, Жэхэ, Дайрэн, Порт-Артур[9].

## Память
В сентябре 1990 года на шоссе у въезда в посёлка Ивот Ямпольского района Сумской области на Украине был установлен памятник воинам-авиаторам 113-й Краснознамённой Ленинградской бомбардировочной авиадивизии. На вкопанных в землю крыльях — мраморные доски с фамилиями лётчиков, штурманов и стрелков дивизии, погибших летом-осенью 1943 года при освобождении Брянской области.